# Charte constitutionnelle de Serbie-et-Monténégro
La Charte constitutionnelle de Serbie-et-Monténégro (en serbe : Уставна повеља Србије и Црне Горе et Ustavna povelja Srbije i Crne Gore) est la constitution de la Communauté d'États de Serbie-et-Monténégro entrée en vigueur le 4 février 2003. Elle unissait la Serbie et le Monténégro sous un régime succédant à celui de la république fédérale de Yougoslavie, remplaçant la Constitution fédérale de 1992. 